# Terșakiv, Horodok
Terșakiv (în ucraineană Тершаків) este un sat în comuna Monastîreț din raionul Horodok, regiunea Liov, Ucraina.

## Demografie
Componența lingvistică a localității Terșakiv
     Ucraineană (100%)
Conform recensământului din 2001, toată populația localității Terșakiv era vorbitoare de ucraineană (100%).